# Vardø
Vardø (kvänska: Vuorea, nordsamiska: Várggát) är den östligast belägna tätorten i Norge och centralort i Vardø kommun i Finnmark fylke.
Bosättningen i Vardø går tillbaka till Vardøhus fästning, som uppfördes av kung Håkon Magnusson på 1300-talet. Dess åttakantade fästningsvallar byggdes mellan 1734 och 1738. Fästningen ligger nu under den norska marinen, som har en symbolisk närvaro där. År 1769 gjorde den österrikiska jesuitprästen Maximilian Hell framgångsrika astronomiska observationer av  venuspassagen från ett observatorium, som han lät bygga upp i fästningen.
Vardø fick stadsrättigheter 1789. Tillsammans med Hammerfest är Vardø en av de äldsta städerna i Finnmark.
Staden var centrum för en livlig gränshandel med Ryssland under 1800-talet, den så kallade pomorhandeln.
Vardø museum grundades 1894 som ett naturhistoriskt museum för att underlätta vetenskaplig forskning inom fiske, och är det äldsta museet i Finnmark.

## Kommunikationer
Europaväg 75 går från Vardø via Finland, Polen, Slovakien, Ungern, Serbien, Nordmakedonien och Grekland till Sitia på Kreta. Den 2,9 kilometer långa Vardøtunnelen under Bussesundet knyter sedan 1983 samman Vardø med fastlandet.
Staden anlöpes av fartygen på Hurtigruten.
Vardø lufthavn, Svartnes ligger 2,5 kilometer sydväst om Vardø.

## Minnesmärke över häxprocesserna
I juni 2011 invigdes Steilneset minnested över häxprocesserna i Nordnorge. Monumentet är 125 meter långt och inspirerat av de lokala torkställningarna för klippfisk. Det är utformat av arkitekten Peter Zumthor och skulptöreren Louise Bourgeois och utformat som en långsmal byggnad, placerad på pålar och med en exteriör i ett segelduksliknande material, inuti en träställning. Centralt i museet är Louise Bourgeois skulptur med en stol ur vars säte kommer gasflammor, vilka reflekteras i sju högt placerade speglar.

## Radarstationen Globus
Sedan 1998 har radarstationen Globus funnits på Vårberget vid staden, vars officiella syfte är att spåra rymdskrot. Mot bakgrund av Vardøs närhet till den militärt viktiga Kolahalvön i Ryssland, och ett påstått direkt samband med USA:s anti-missilförsvarssystem, har denna bas varit föremål för politiska kontroverser, och Ryssland anser att stationen utgör ett hot mot dess nationella säkerhet.
En uppgradering av Globus påbörjades 2016, för att vara klar 2020.

## Bildgalleri

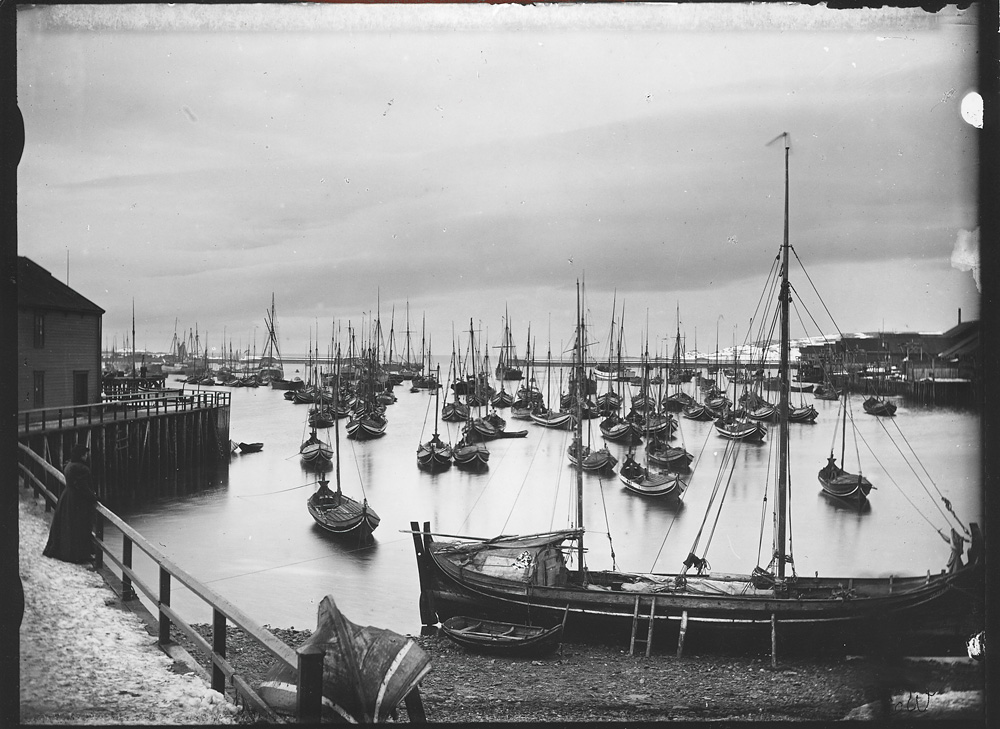
Fiskebåtar i Vardø hamn, omkring sekelskiftet 1800/1900. Foto: Ellisif Wessel.
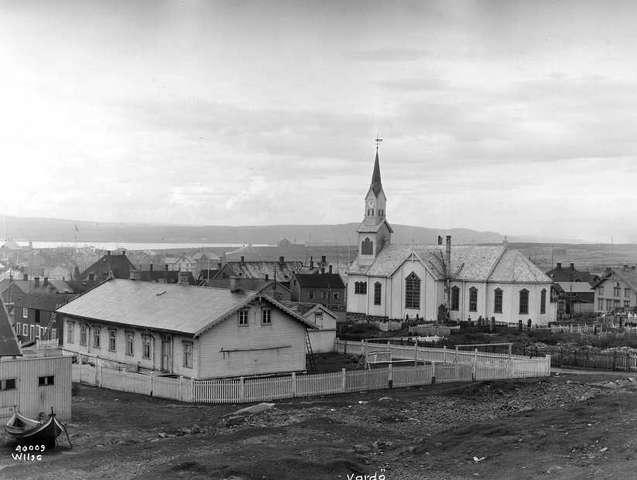
Vardø gamla kyrka 1933, nedbränd 1944.
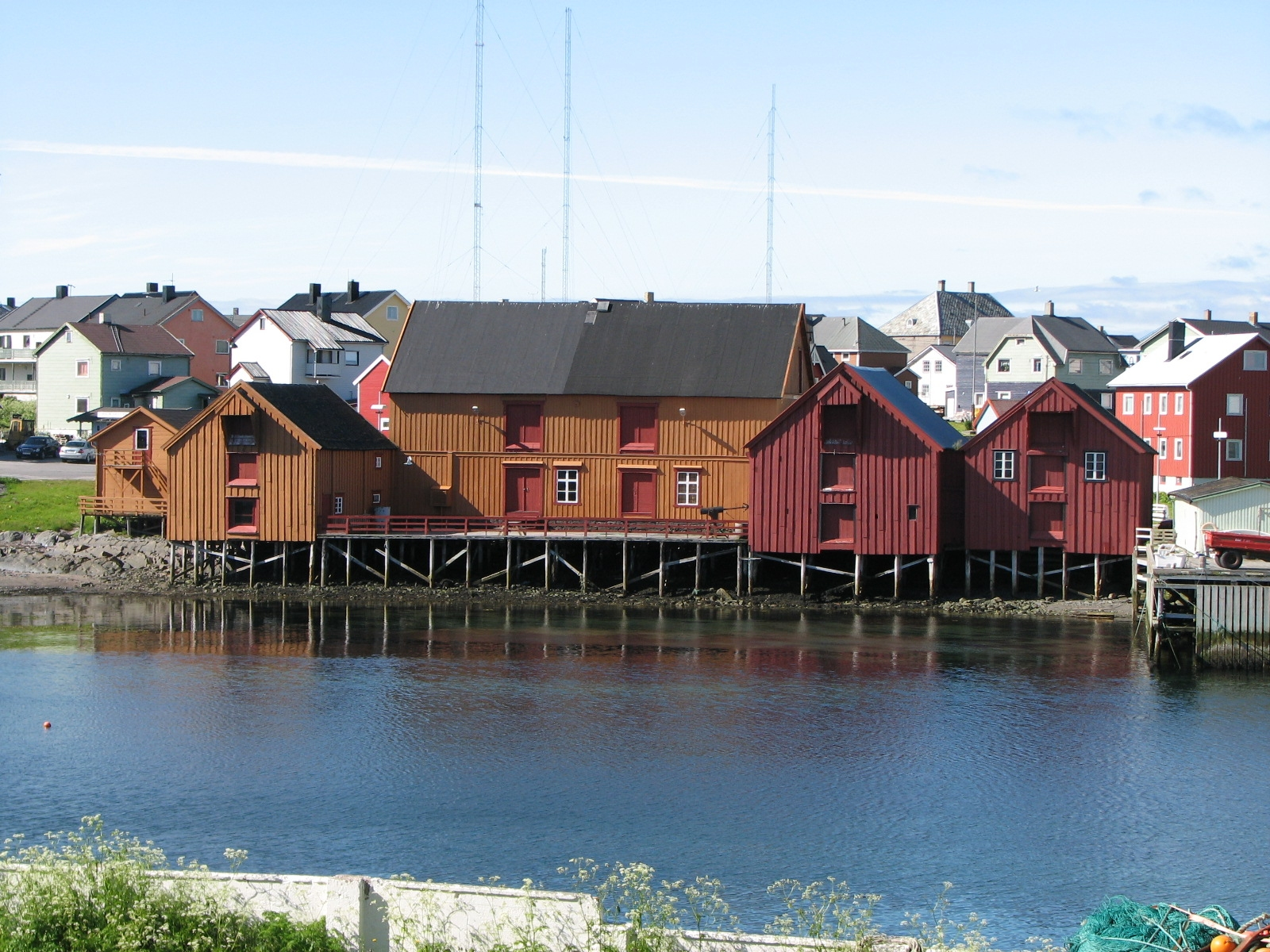
Pomormuseet i Brodtkorbsjåene
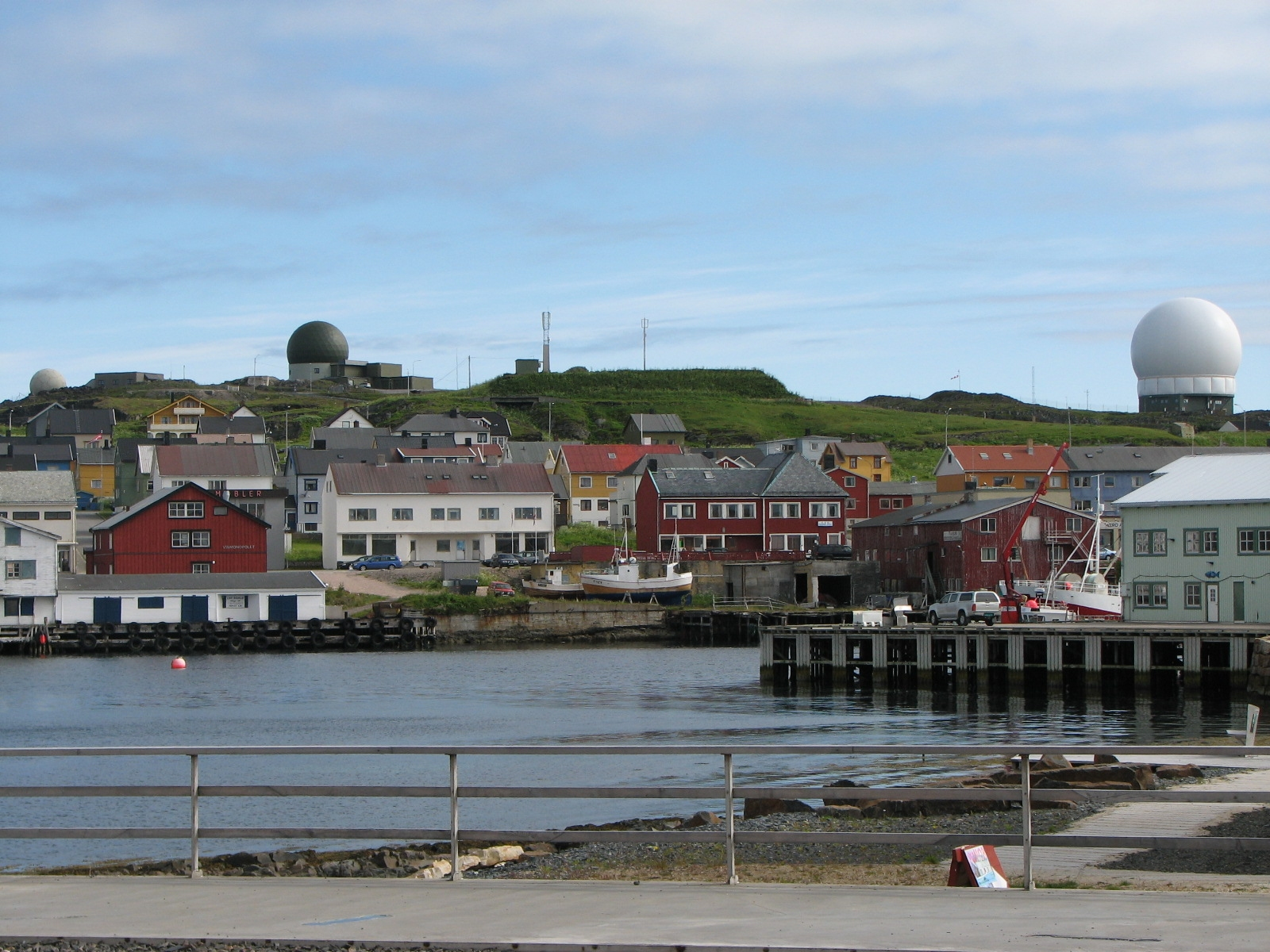
Vardø hamn 2008, med Globus radarstationer på Vårberget i bakgrunden.
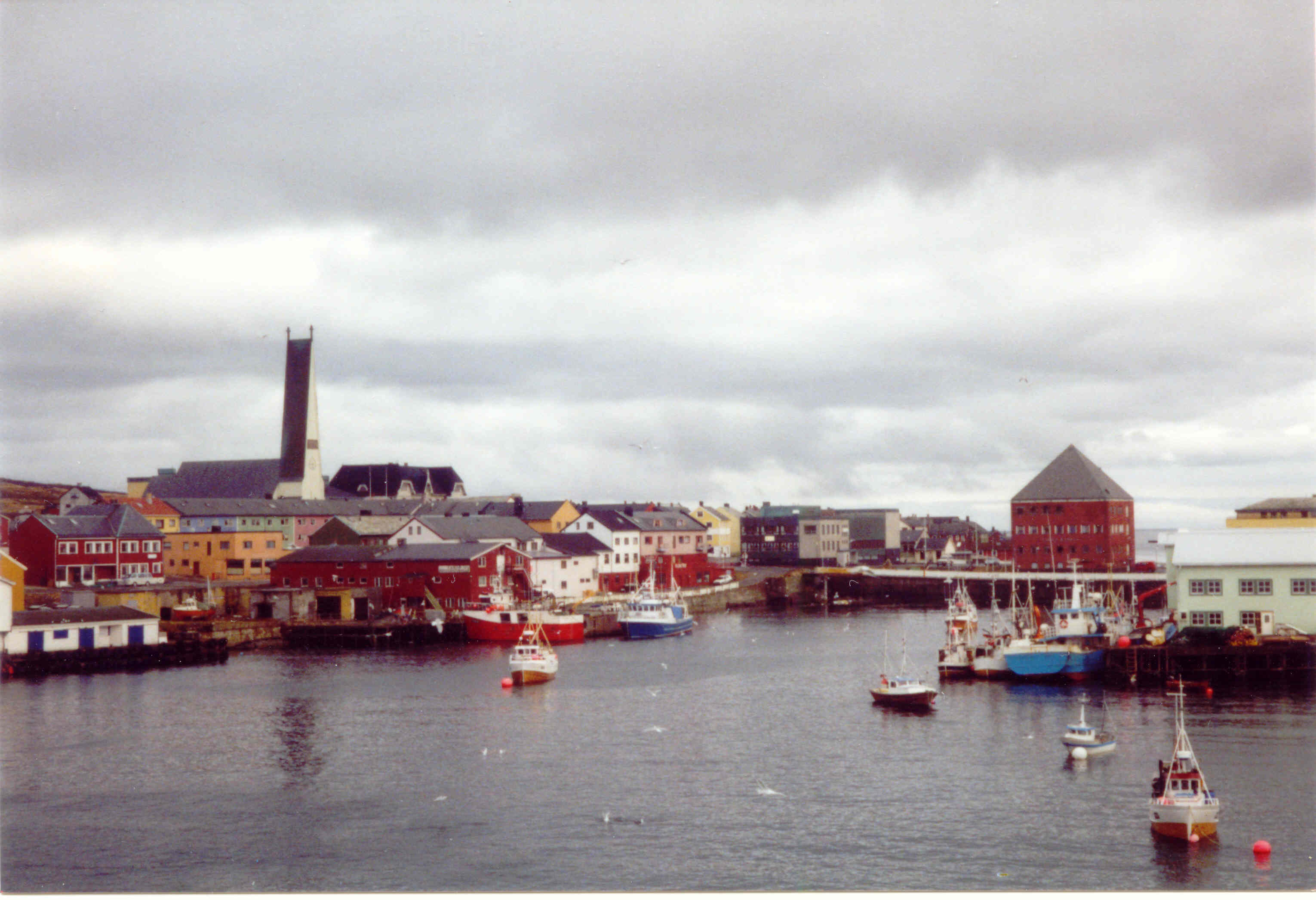
Vardø med Vardø kyrka.